# Barthélemy Catherine Joubert
Barthélémy-Catherine Joubert (Pont-de-Vaux, Ain, 14 de abril de 1769 - Novi Ligure, 15 de agosto de 1799) foi um general francês.